# Marie Colvin
Marie Catherine Colvin (Oyster Bay, 12 de enero de 1956 - Homs, 22 de febrero de 2012) fue una reportera de guerra estadounidense que trabajó en el diario Sunday Times desde 1986. Aunque nació en Nueva York, fue toda una leyenda para el periodismo británico.
Narró conflictos como los de Sierra Leona, Timor Oriental, Kosovo, Zimbabue, Chechenia y también la Primavera Árabe.

## Biografía
Mientras cubría la Guerra Civil de Sri Lanka, perdió el ojo izquierdo a causa de una granada. Desde entonces, llevaba siempre un parche negro. A lo largo de su vida, fue galardonada en numerosas ocasiones. Ganó dos veces el Premio a la Valentía en el Periodismo, de la Fundación Internacional de Mujeres en los Medios. Colvin se casó tres veces, la segunda de ellas con el periodista boliviano del periódico El País Juan Carlos Gumucio, fallecido hace casi una década, y no tenía hijos.
Murió en la ciudad siria de Homs mientras cubría la masacre provocada por la Guerra Civil Siria. En su última noticia, denunció que había visto morir a un bebé a causa de los bombardeos de las tropas gubernamentales.
El entonces Ministro de Exteriores del Reino Unido, William Hague, lamentó la muerte de Colvin y del fotógrafo francés Rémi Ochlik, "asesinados mientras informaban desde Siria con gran valentía".
Su cuerpo fue entregado al embajador francés en Damasco, Eric Chevallier, y un representante de la delegación de Polonia.

Fue encarnada por la actriz Rosamund Pike en el filme La corresponsal (2019).